# Gul stjärnanis
Illicium parviflorum är en tvåhjärtbladig växtart som beskrevs av André Michaux. Illicium parviflorum ingår i släktet Illicium och familjen Schisandraceae. Inga underarter finns listade.

## Bildgalleri

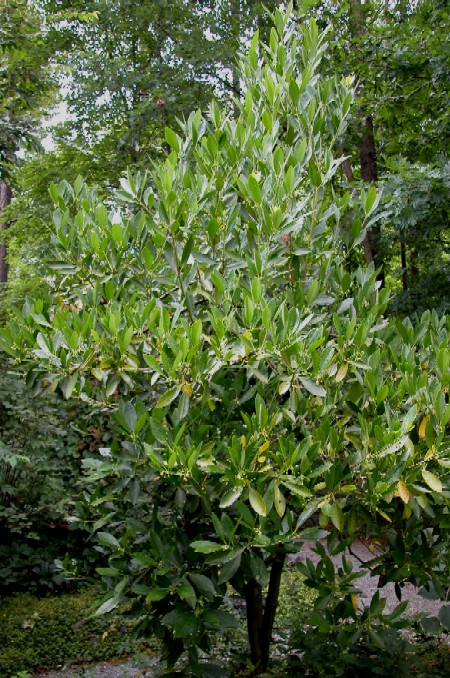